# Sven Bergcrantz
Sven Ingmar "Skägget" Bergcrantz, född 29 mars 1931 i Limhamns församling, Malmöhus län, död 23 januari 1998 i Bosjöklosters församling, Skåne län, var en svensk jazzpianist.
Bergcrantz växte upp i Knislinge och blev i tonåren pianist i Hässleholmsbaserade Ove Halls sextett, som turnerade över hela Sverige. I början av 1950-talet var Bergcrantz elev till jazzpianisten Kjeld Bonfils i Köpenhamn och studerade senare vid Musikkonservatoriet i Malmö. Han ledde senare smågrupper, i vilka ingick bland andra Erik Nilsson och Östen Warnerbring. Han började också tidigt att arrangera och komponera och en av hans låtar, "Ralph's scalp", spelades in på skiva 1957 av Putte Wickman. År 1962 flyttade Bergcrantz till Kisa, där han var verksam som musiklärare och kantor samt ledare för en kör och olika instrumentalensembler. Han skrev musiken till låten "Här kommer pojkar" som framfördes av Östen Warnerbring och Svante Thuresson i Melodifestivalen 1968.
Bergcrantz återvände senare till Malmö och var från 1976 till pensioneringen var lektor i pianospel vid Musikhögskolan där. Åren 1976–1981 var han ledare för niomannagruppen Mamba med bland andra Tim Hagans och sönerna Håkan och Thomas Bergcrantz. Åren 1983–1987 ledde han en tentett som bland annat framträdde på jazzfestivalen i Havanna 1985. Med sina söner, där den yngste, Anders Bergcrantz, tillkom som trumpetare, hade han också en egen kvintett, och senare ledde han en grupp, Melander-Bergcrantz Jazz Quintet, med sångerskan Elisabeth Melander.